# Улица генерала Милојка Лешјанина (Ниш)
Улица генерала Милојка Лешјанина у Нишу једна је од најстаријих и водећих градских артерија у Градској општини Медијана, која се пружа смером исток-запад од улице Вожда Карађорђа до магистралне железничке пруге Ниш—Скопље—Софија.

## Називи улице
Лесковачки сокак — Лесковачка капија — Улица Ђенерала Лешјанина — Лешјанинова улица — Улица Станка Пауновића — Улица генарала Милојка Лешјанина

## Историјат улице
Улица је настала дуж трасе прастарог пут који се од раскрснице путева на данашњем Тргу краља Милана одвајао ка Зети, Јадранском мору и Солуну, и још из античког периода био наставак древног римског пута Вија милитарис који се са севера Балканског полуострва пружао према истоку долином Нишаве, запада долином реке Јужне Мораве и западу долином реке Топлице.
Од времена кад се траса овог пута формирала, у античког доба, она вековима није мењала свој правац па су овај старински макадамски пут, на истом месту затекле и Османлије после пада средњевековне Србије.
Прва засељавања уз овај пут, међутим, настају тек крајем 17 и током 18. века, а пуним интензитетом током и након изградње Хисара и нишке Тврђаве у првој половини 18. века, када је тежиште оријенталног Ниша са десне обале реке Нишаве премештен и на његову леву обалу.
У том периоду већ су били засељени Таш-ћуприја мала са Осман-пашином џамијом у раскршћу (на данашњем Тргу краља Милана) и Прокупачке капија мала са мањом џамијом изграђеном 1719. године и обновљеном од стране Јахја-паше око 1742. године.
Везир Осман-паша је у првој половини 18. века у Прокупачкој капији мали, на месту званом Табакана подигао велики хан, који је служио и као нишки ђумрук (трошарина) уз кирију од 24.000 акчи. Потом је Везиров службеник Хусеин-ага подигао код ћумрука, Јехудихану, зграду на спрат за потребе нишких Јевреја, са 31 одајом.
У другој половини 18. века све више са за ову малу њени становници користилии назив Лесковачка капија а њен део поред Јехудихане, добио је назив Јеврејска (или Чивут) мала, која је изникла у првој половипи и средином 18. века са више десетина дућана, магаза, радњи за прераду коже (ближе Нишави) и стамбених домова.
Улица након ослобођења Ниша 1878.
Лесковачки сокак (са Лесковачком капијом и Јеврејском малом око њега) ушао је у састав ослобођеног Ниша 1878. године као тесан оријентални сокак, који је почињао од Паша-џамије, а завршавао се с последњим домовима иза данашњег раскршћа Лејшанинове улице и улице Октобарске револуције, одакле се:
- једнинм кораком, право, настављала као пољски пут према Медошевцу,
- другим краком, лево, скретао је и избијао на Арнаут пазар (данашњи Трг краља Александа уједињитеља),
- трећим краком, десно, избијао дуж заштитног јарка на Нишаву. На поменутом раскршћу Сокак је излазио на јарак (јендек), који је штитио ондашњу варош, и преко кога се прелазио мањом дрвеном ћупријом.

Према Винтеровом плану из 1978. године, однсоно по ослобођењу од Турака, Лесковачки сокак је први регулисан. Тада је улица добил праву трасу и веома велику ширину, за ондашње време.
Са леве стране улице уклопила се у регулацију Ислам-агина џамијаа, обновљена 1870. године на темељима раније Јахја-пашине џамије из 1742. године (иста и данас постоји).

По Винтеровом регулационом плану, с десне стране улице изграђена је Краљ Миланова гардијска касарна. Иста је у првој деценији 20. века преправљена у „Шивару", то јест у погон за шивење и магационирање војничке одеће. У једном низу година пред Први светски рат и измећу два светска рата Шивара је, 
поред производње у својим погонима, била позната и по томе што је, на принципу занатске и кућне радиности, организовала масовну израду рубља и војничке одеће по нишким кућама. Осим масовне ангажованости кућних шиваћих машина и ручног рада, махом жена, по домовима Нишлија, и пристојне зараде која се тиме стицала, овај вид производње представљао је уједно инструктивни пример оригиналне организације индустријске и масовне производње у ондашњем Нишу.
У пожару који је задесио Јеврејску малу 15. августа 1879. године изгорело је више вредиих грађевина у овој улици, мећу којима и стара синагога с јеврејском школом (две веће грађевине у патријахално-оријенталном стилу на спрат) и кућа рабињера-свештеника у којој је у то време био смештен државни телеграф. На згаришту Јеврејске мале, укључујући и западну страну данашњег Трга краља Милана изграћене су потпуно нове грађевине по „европском" узору и истовремено исправљена регулациона линија Трга краља Милана онако како ова линија стоји и данас.
Овако исправљени и регулисани Лесковачки сокак убрзо је добио не само нови изглед већ и нов nазив: Улица Ђенерала Лешјанина, да би између два светска рата био преименован у Лешјанинову улицу.
- Стари урбани садржаји из 19. и 20. века
- Зграда старог Окружног уреда
- Зграде симфонијског оркестра и Народног музеја
- Ислам-агина џамија
- Стари и нови урбани садржаји

Улица је била осветљен у ноћи ретким уличним фењерима, који су шкиљили и симболички је осветљавали, па кад би каква породица ишла ноћу у посету неким својим познаницима и пријатељима или се враћала из посета, обично би измећар или један од млађих мушких чланова носио напред упаљен фењер и тако осветљавао пут осталима.
Коловоз у улици, првобитно је био калдрмисан крупнијим речним каменом, а са стране коловоза су били израђени тротоари. Тротоари се нису одликовали ширином, али су били уздигнутији од коловоза и према њему оивичени каменим ивичњаком, који је, чврсто повезиван, оштро одсецао тротоар од коловоза. Сам тротоар је био поплочан широким каменим плочама. Због великог промета у улици калдрма је била увек изривена, са много неравнина и рупача. А такво стање калдрме потпуно је схватљиво кад се зна да се овом магистралном улицом Ниша, свакодневно кретао силан терет, који је непрекидно уношен у и изношен из Града.

## Улица после Другог светског рата
После Другог светског рата уследили су делимична реконструкција улице заједно са данашнјим Тргом краља Милана и њено ново архитектонско уобличавање. Осим тога, њен стари назив Лешјанинова улица преименована је у Улицу Станка Пауновића, по познатом револуционару, који је део младости (школовање, прву политичку организованост и рад у СКОЈ-у) провео у Нишу. Током 1950-тих и 1960-тих. години из улице је уклоњен остатак старог низа ниских стамбених и занатских радњи и уместо њих изграђено је више стамбених посоловних зграда и образовних установа. 
Изменама на јужној страни улице: у склопу реконструкције уређен је простор око џамије и иза ње изграђен средња школа, а западно зграда службе за јавна плаћања. 
На западном делу улице уклоњени су предратни дућани и зграде, а на њихово место изграђени су (с прекидима и накнадном реконструкцијом) више стамбених објекта. 
Један део улице сачувао је своју традиционалну физиономију (реконструкцијом џамије, зграде народног музеја и симфонијског оркестра, старог Уреда) а другим делом улица је у више наврата претрпела озбиљне рушилачке изазове и апетите исхитрене (помодне) урбанистике.